# WASP-96b
WASP-96bは、ほうおう座の方向に約1,141光年離れた位置にあるスペクトル分類G8型の恒星 WASP-96 の周囲を公転している太陽系外惑星である。
2022年7月12日（協定世界時）に公開されたジェイムズ・ウェッブ宇宙望遠鏡の観測によって得られた最初の画像と共に、このWASP-96bの大気のスペクトル観測の結果も公表された。

## 特徴
| 木星 | WASP-96b  |
| ---- | --------- |
| 木星 | Exoplanet |

WASP-96bは、トランジット法による観測で太陽系外惑星の探索を行っているスーパーWASPプロジェクトによって得られた観測結果から、2013年に発見が報告された。木星の約半分、土星よりやや大きい程度の質量を持つが、主星から 0.0453 au（約 678万 km）しか離れていない軌道をわずか3日余りで公転しているため、表面のアルベド（反射能）が0であると仮定したときの平衡温度は 1,285 K（1,012 ℃）に達しており、ホット・サターンと呼ばれる分類に属する。一方で半径は木星の1.2倍と大きく、太陽系の中で最も密度が小さい土星よりも低密度となっている。

### 大気

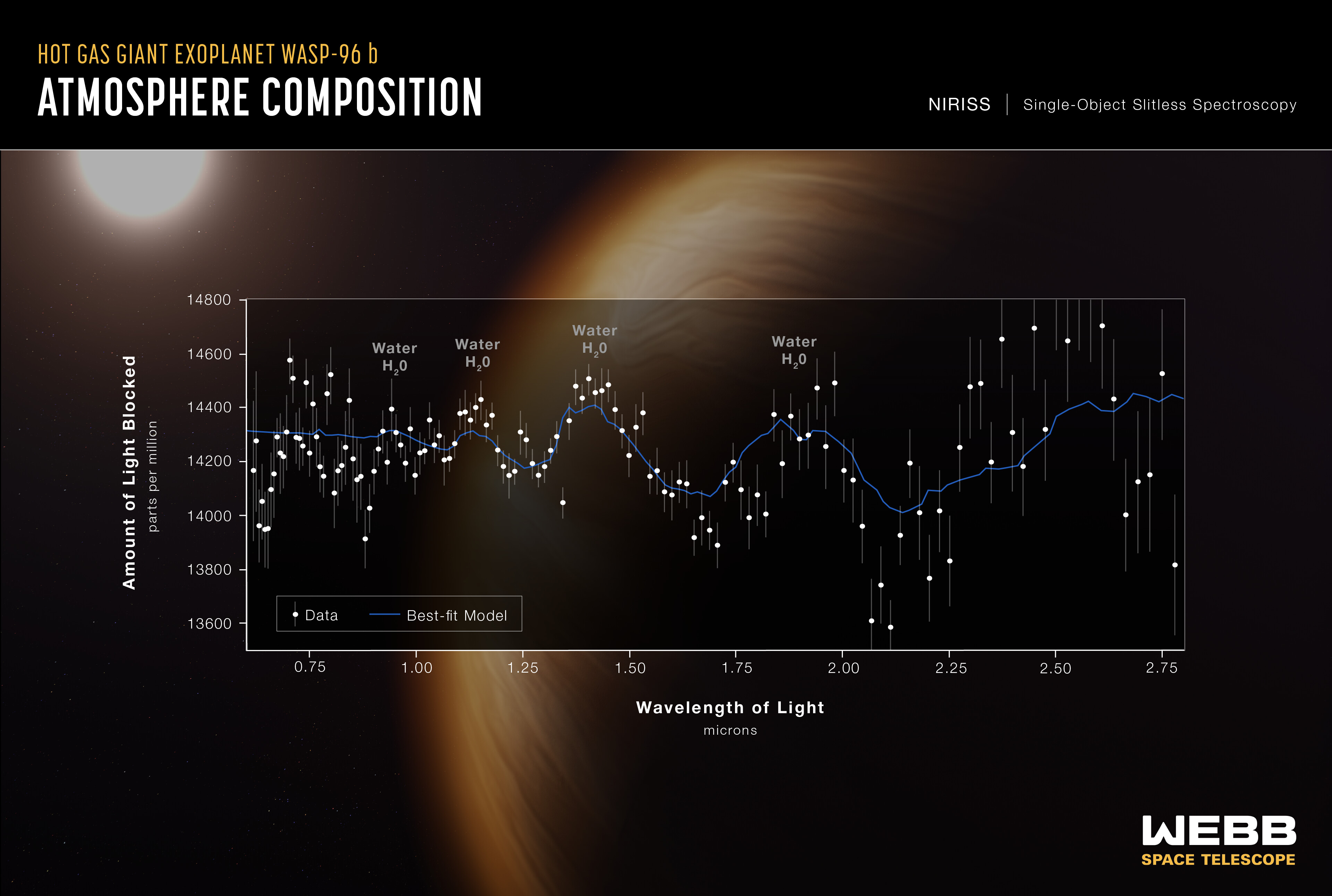
ジェイムズ・ウェッブ宇宙望遠鏡に搭載されている観測機器「NIRISS」によって得られたWASP-96bのスペクトル

2018年、イギリスのエクセター大学の研究者らによる研究チームはヨーロッパ南天天文台 (ESO) にある超大型望遠鏡VLTを用いて、WASP-96bが主星の手前を通過（トランジット）した際に得られるWASP-96bの大気のスペクトル観測を行い、その研究結果を発表した。この観測によって得られたスペクトルにおいて、大気中に含まれるナトリウムの吸収線のピークの全体が非常に綺麗に表れていることが判明し、このことからWASP-96bの大気には「雲がほぼ全く存在していない」と考えられていた。
しかし2022年7月、アメリカ航空宇宙局 (NASA) は前年12月に打ち上げられたジェイムズ・ウェッブ宇宙望遠鏡 (JWST) に搭載されている「近赤外線撮影・連続波長分光分析計 (NIRISS)」による観測で得られたWASP-96bのスペクトルデータを公開した。この成果は、初めて公開されたジェイムズ・ウェッブ宇宙望遠鏡によって撮影された高画質画像と共に公表された。NIRISSによる観測ではそれ以前よりも詳細な透過スペクトルが得られ、大気中にはっきりと水が存在している事や、以前の研究ではほとんど存在しないとされていた雲やもやが大気中に存在している事を示す証拠が見つかった。